# Bistum Huajuapan de León

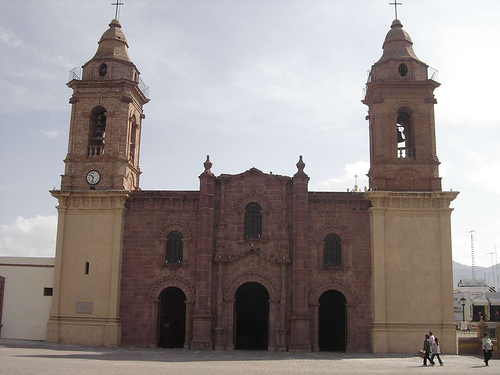
Kathedrale Virgen de Guadalupe in Huajuapan de León

Das Bistum Huajuapan de León (lat.: Dioecesis Huaiuapanensis, span.: Diócesis de Huajuapan de León) ist eine in Mexiko gelegene römisch-katholische Diözese mit Sitz in Huajuapan de León.

## Geschichte
Das Bistum Huajuapan de León wurde am 25. April 1902 durch Papst Leo XIII. aus Gebietsabtretungen des Erzbistums Antequera und des Bistums Tlaxcala als Bistum Mixtecas errichtet. Am 13. November 1903 wurde das Bistum Mixtecas in Bistum Huajuapan de León umbenannt.
Das Bistum Huajuapan de León ist dem Erzbistum Puebla de los Ángeles als Suffraganbistum unterstellt.

## Ordinarien

### Bischöfe von Mixtecas
- Rafael Amador y Hernández, 1903

### Bischöfe von Huajuapan de León
- Rafael Amador y Hernández, 1903–1923
- Luis María Altamirano y Bulnes, 1923–1933, dann Bischof von Tulancingo
- Jenaro Méndez y del Río, 1933–1952
- Celestino Fernández y Fernández, 1952–1967
- José López Lara, 1967–1981, dann Bischof von San Juan de los Lagos
- José de Jesús Aguilera Rodríguez, 1982–1991
- Felipe Padilla Cardona, 1992–1996, dann Koadjutorbischof von Tehuantepec
- Teodoro Enrique Pino Miranda, 2000–2020
- Miguel Ángel Castro Muñoz, seit 2021